# Aleksander Syczewski
Aleksander Syczewski (ur. 19 listopada 1928 w Onoszkach, zm. 24 kwietnia 2015 w Warszawie) – polski działacz partyjny i państwowy, nauczyciel akademicki, podsekretarz stanu w Ministerstwie Kultury i Sztuki (1971–1978).

## Życiorys
Syn Jana i Olgi. Od 1941 do 1946 robotnik w kołchozie i sowchozie w Krasnojarsku. Po przyjeździe na ziemie polskie między 1946 a 1948 robotnik w Leśnictwie Chociwel i Rejonowym Urzędzie Telefonicznym w Stargardzie. Absolwent Uniwersytetu Poznańskiego (1952) i Instytutu Nauk Społecznych przy KC PZPR. Był asystentem w Wyższej Szkole Rolniczej w Poznaniu (1952–1954), aspirantem w INS przy KC PZPR (1954–1958) i pracownikiem naukowym Wyższej Szkoły Nauk Społecznych przy KC PZPR (1958–1959).
Wstąpił do Polską Zjednoczoną Partię Robotniczą. Pełnił funkcję instruktora w Biurze Prasy Komitetu Centralnego PZPR (od 1959) i zastępcy kierownika Wydziału Kultury KC PZPR (1966–1971). Od marca 1971 do lipca 1978 pełnił funkcję podsekretarza stanu w Ministerstwie Kultury i Sztuki. Odpowiadał m.in. za sprawy teatru i rynku książki, publikował artykuły w prasie kulturalnej. Wchodził także w skład: Komisji Kultury KC PZPR jako jej sekretarz oraz Międzyresortowej Komisji do spraw Polonii zagranicznej.
Został pochowany na Cmentarzu Komunalnym Północnym w Warszawie.